# Cuvée des Trolls

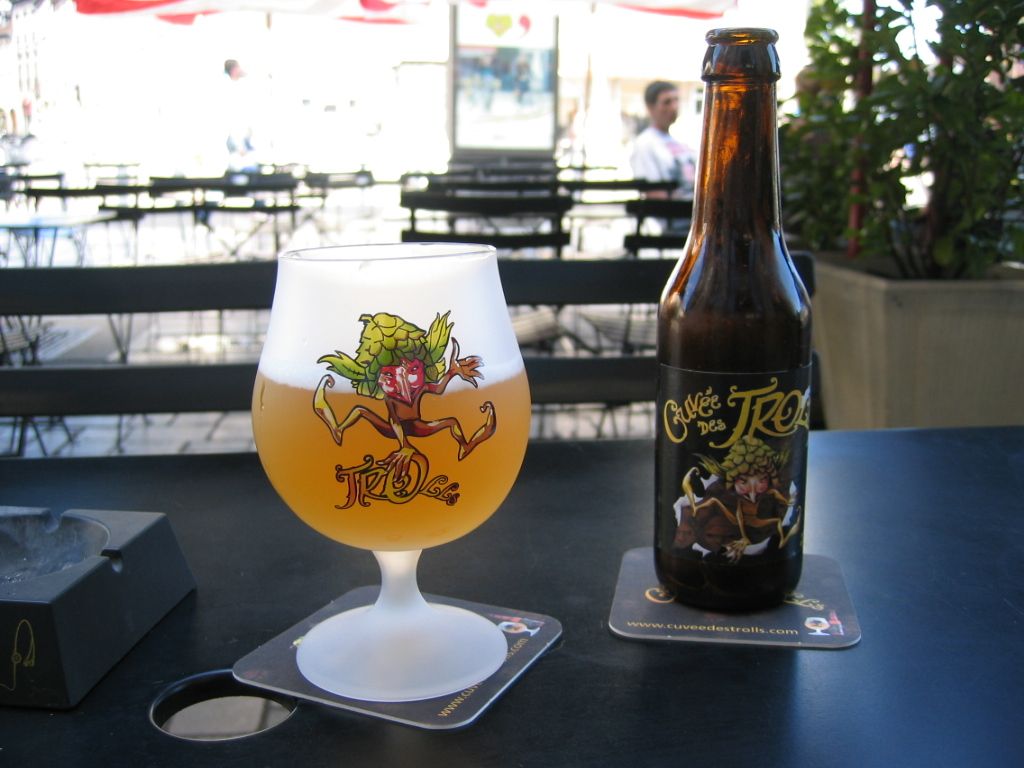
Cuvée des Trolls im charakteristischen Glas

Das Cuvée des Trolls ist ein Starkbier (7 Vol.-% Alkohol), das sowohl in der Dubuisson Brauerei in Pipaix, Belgien als auch in der Mikro-Brauerei „Brasse-Temps“ in Louvain-la-Neuve und Mons gebraut wird. Sein Logo stellt einen kleinen Troll mit spitzer Nase und einem grünen Hut in Form einer Hopfenblüte dar.

## Charakteristiken
„Cuvée des Trolls“ wird aus Gerstenmalz gebraut und es werden Hopfen und getrocknete Orangenschalen hinzugefügt. Die Würze wird mit obergärigen Hefen angestellt und bei Temperaturen um 23 °C eine Woche vergoren. Das Bier der Brasse-Temps-Brauerei hingegen wird nicht geklärt. Dadurch bleibt ein bisschen Hefe zurück, die den Verbrauchern mit serviert wird.
Das Bier wird sowohl in Flaschen als auch in Fässern abgefüllt.

## Geschichte
Das „Cuvée des Trolls“ wird seit September 2000 in der Mikro-Brauerei „Brasse-Temps“ gebraut, welche von der Dubuisson Brauerei in Louvain-la-Neuve gegründet wurde. Eine zweite „Brasse-Temps“ Brauerei wurde 2003 in Mons gegründet, die 2005 eine Produktion von 5000 Hektolitern erreichte.